# Hubert Patrick O’Connor
Hubert Patrick O’Connor OMI (* 17. Februar 1928 in Huntingdon, Kanada; † 24. Juli 2007) war Bischof von Prince George in British Columbia, Kanada.

## Leben
Hubert Patrick O’Connor trat dem Orden der Oblaten der Unbefleckten Jungfrau Maria (OMI) bei und empfing am 5. Juli 1954 die Priesterweihe.
Am 15. Oktober 1971 wurde er von Papst Paul VI. zum Bischof von Whitehorse bestellt. Die Bischofsweihe spendete ihm der Erzbischof von Edmonton, Anthony Jordan OMI, am 8. Dezember desselben Jahres. Mitkonsekratoren waren der Erzbischof von Vancouver, James Francis Carney, und der Erzbischof von Grouard-McLennan, Henri Routhier OMI. Die Amtseinführung im Bistum Whitehorse folgte am 17. Dezember desselben Jahres.
Papst Johannes Paul II. ernannte ihn am 9. Juni 1986 zum Bischof von Bischof von Prince George in British Columbia. 1991 wurde seinem Rücktrittsgesuch durch Papst Johannes Paul II. stattgegeben. Er wurde im November 1996 wegen Sexualstraftaten in seiner Zeit als Priester zu zweieinhalb Jahren Gefängnis verurteilt.